# Zadebrze
Zadebrze (ukr. Задебрі) – wieś na Ukrainie, w rejonie jaworowskim obwodu lwowskiego.